# Нежинский завод сельскохозяйственного машиностроения
Нежинский завод сельскохозяйственного машиностроения (укр. Ніжинський завод сільськогосподарського машинобудування) — промышленное предприятие в городе Нежин Черниговской области.

## История

### 1926 - 1991
Нежинский обозостроительный завод был создан 10 сентября 1926 года на базе механических мастерских по изготовлению телег.
В ходе боевых действий Великой Отечественной войны и в период немецкой оккупации завод пострадал, но после окончания войны в соответствии с четвёртым пятилетним планом восстановления и развития народного хозяйства СССР был восстановлен и вновь введён в строй.
После создания осенью 1973 года министерства машиностроения для животноводства и кормопроизводства СССР 4 декабря 1973 года завод был передан в ведение министерства, после чего специализацией предприятия стало производство оборудования для птицеводческих ферм.
В 1981 году электросварщица, мастер прессового цеха завода В. В. Шурубура стала Героем Социалистического Труда.
В советское время Нежинский завод сельскохозяйственного машиностроения имени 60-летия Великой Октябрьской социалистической революции производственного объединения "Нежинптицемаш" входил в число ведущих предприятий города, на балансе предприятия находились объекты социальной инфраструктуры.

### После 1991
После провозглашения независимости Украины государственное предприятие было преобразовано в открытое акционерное общество.
В мае 1995 года Кабинет министров Украины утвердил решение о приватизации завода в течение 1995 года, но в дальнейшем было принято решение о приватизации завода в соответствии с индивидуальным планом.
В августе 1997 года завод был включён в перечень предприятий, имеющих стратегическое значение для экономики и безопасности Украины.
В сентябре 2002 года Фонд государственного имущества Украины вынес предложение о продаже 75% акций завода, в 2003 году продажа акций была разрешена.
В 2006 году на предприятии началось внедрение системы управления качеством в соответствии со стандартами ISO 9001 2000.
Начавшийся в 2008 году экономический кризис осложнил положение предприятия: в 2008 - 2009 годы выпускаемая продукция продавалась по ценам ниже себестоимости, количество работников сократилось с 547 человек в 2008 году до 494 человек в 2009 году.
30 июля 2010 года Фонд государственного имущества Украины выставил на продажу 99,996% акций предприятия. 19 июня 2012 года 99,996% акций завода за 7,99 млн. гривен были проданы компании ООО «Укравтозапчасть».
По состоянию на начало 2013 года завод входил в число ведущих предприятий города и специализировался на производстве оборудования для птицеводства и свиноводства.
В сентябре 2013 года по заказу ООО «Укравтозапчасть» завод освоил серийное изготовление автомобильных прицепов ПР-500 «Росич» грузоподъемностью 500 кг и сборку колёсных тракторов (цех по сборке тракторов был перенесён в Нежин с киевского завода "Ленинская кузница").
8 июня 2017 на проходившей в Киеве выставке сельскохозяйственной техники "Агро-2017" завод представил новые разработки: автомобиль-кормораздатчик на базе МАЗ-5340С2-585-013 и загрузчик сухих кормов ЗСК-Ф-15 на шасси КрАЗ-5401Н2, предназначенные для транспортировки и загрузки кормов в наружные бункеры птицеводческих и животноводческих ферм.

## Современное состояние
Завод выпускает оборудование для птицеводства, мото-, вело-, автозапчасти, арматуру для газо- и водогонов.